# Триплутонийгаллий
Триплутонийгаллий — бинарное неорганическое соединение, интерметаллид
плутония и галлия
с формулой GaPu3,
кристаллы.

## Получение
- Сплавление стехиометрических количеств чистых веществ:

{\displaystyle {\mathsf {3Pu+Ga\ {\xrightarrow {675^{o}C}}\ GaPu_{3}}}}

## Физические свойства
Триплутонийгаллий образует кристаллы
тетрагональной сингонии,
пространственная группа P 4/mmm,
параметры ячейки a = 0,4471 нм, c = 0,4590 нм, Z = 1,
структура типа трисвинецстронция SrPb3.
При температуре 365 °C (363 °C) происходит перезод в фазу
кубической сингонии,
пространственная группа P m3m,
параметры ячейки a = 0,4507 нм, Z = 1,
структура типа тримедьзолота AuCu3
.
Соединение образуется в результате твёрдофазной реакции Ga3Pu5 и фазы η при температуре 675 °C.